# Innovation Tower
Jockey Club Innovation Tower nebo Innovation Tower (Věž inovace) je budova hongkongské Polytechnické univerzity. Budova byla navržena architektkou oceněnou Pritzkerovou cenou, Zahou Hadid, je to její první budova v Hongkongu. Původně měla být budova dokončena na konci roku 2011, nakonec však byla dokončena v roce 2013. V Innovation Tower je 12 000 m², vměstná se sem přibližně 1 800 studentů a zaměstnanců, stavba na výšku měří v nejvyšším bodě 76 m. Stavbu dotoval Hong Kong Jockey Club, pořadatel koňských dostihů v Hongkongu.

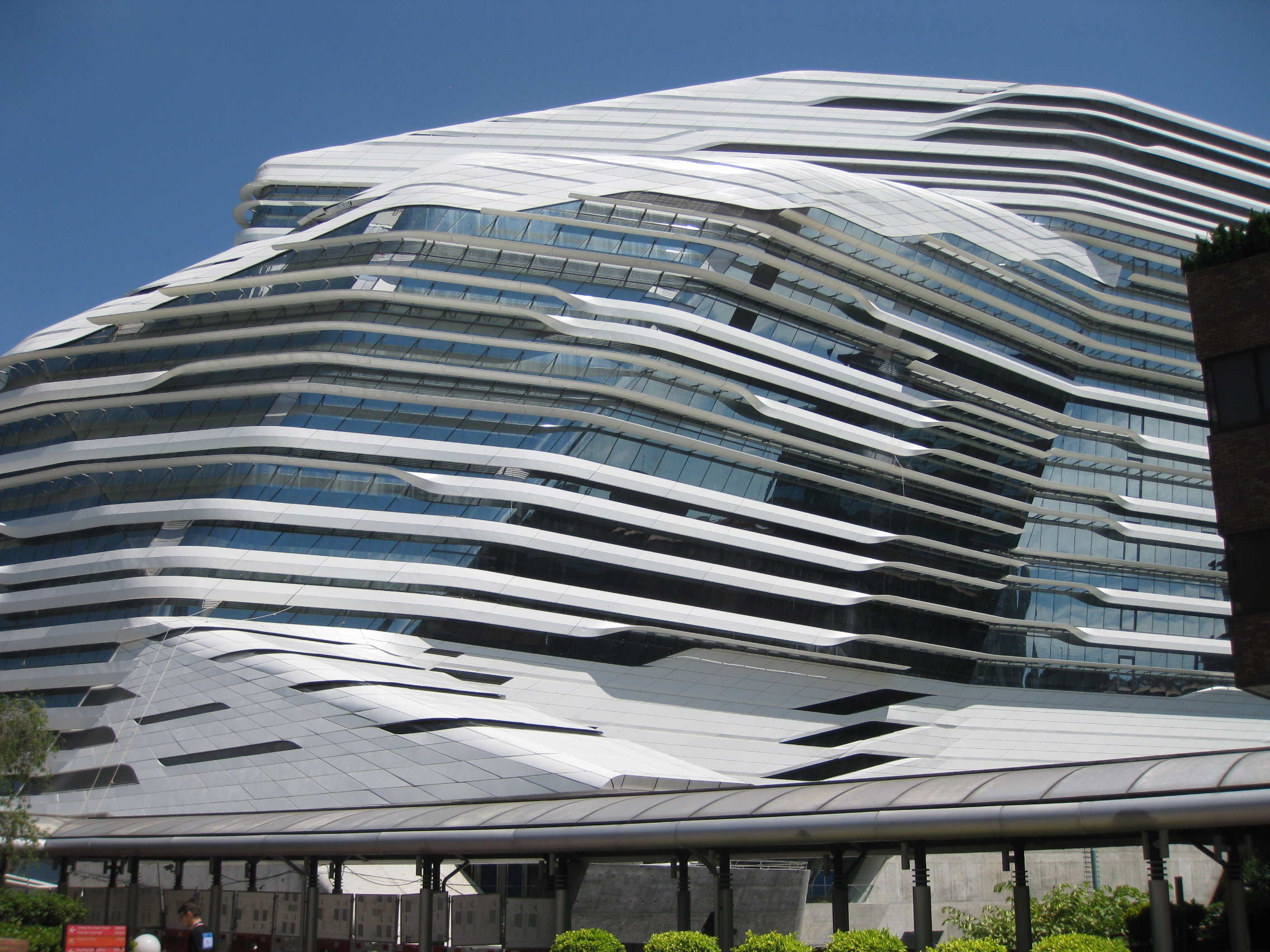
Jockey Club Innovation Tower ze strany

## Budova
Studium Zahy Hadid vyhrálo soutěž na návrh budovy v roce 2007. Soutěž vyžadovala budovu, která bude jako maják symbolizující rozvoj Hongkongu jako centrum designu v Asii. Cíl Zahy Hadid bylo vytvořit novou strukturu (tekutinu), která vybočuje z typografie ulic Hongkongu.

## Fotogalerie

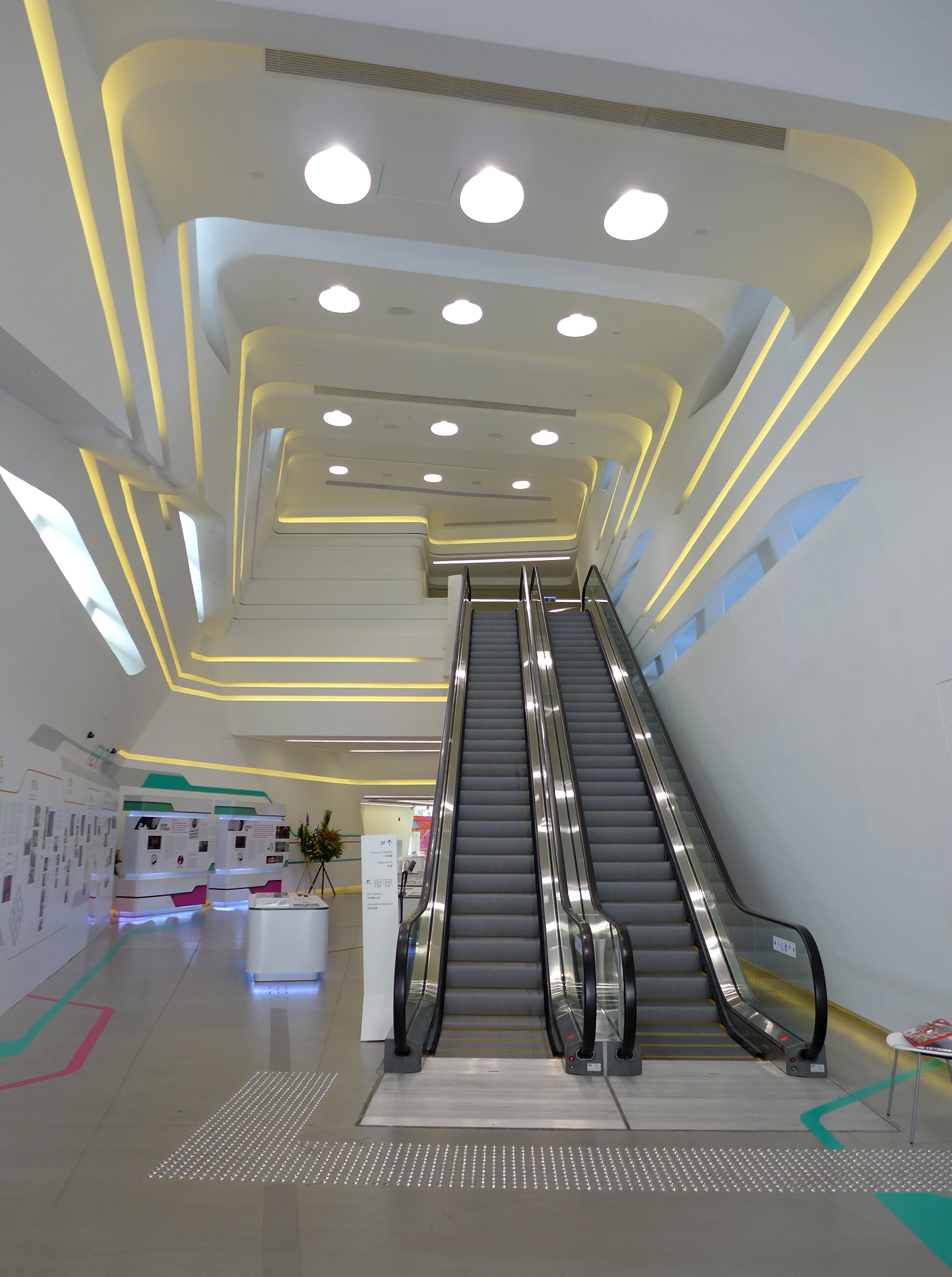
Vstupní Atrium
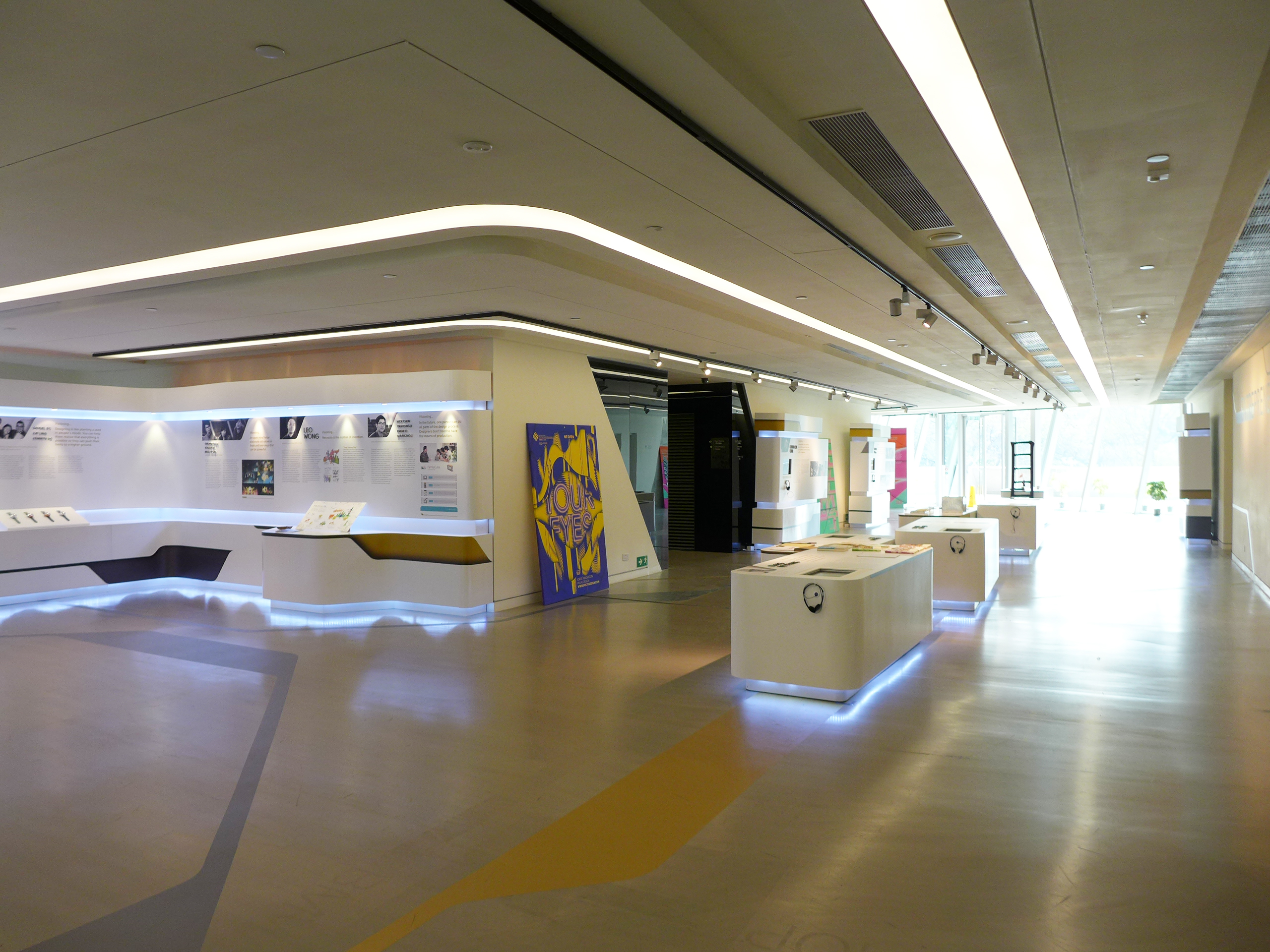
Výstavní galerie v Přízemí
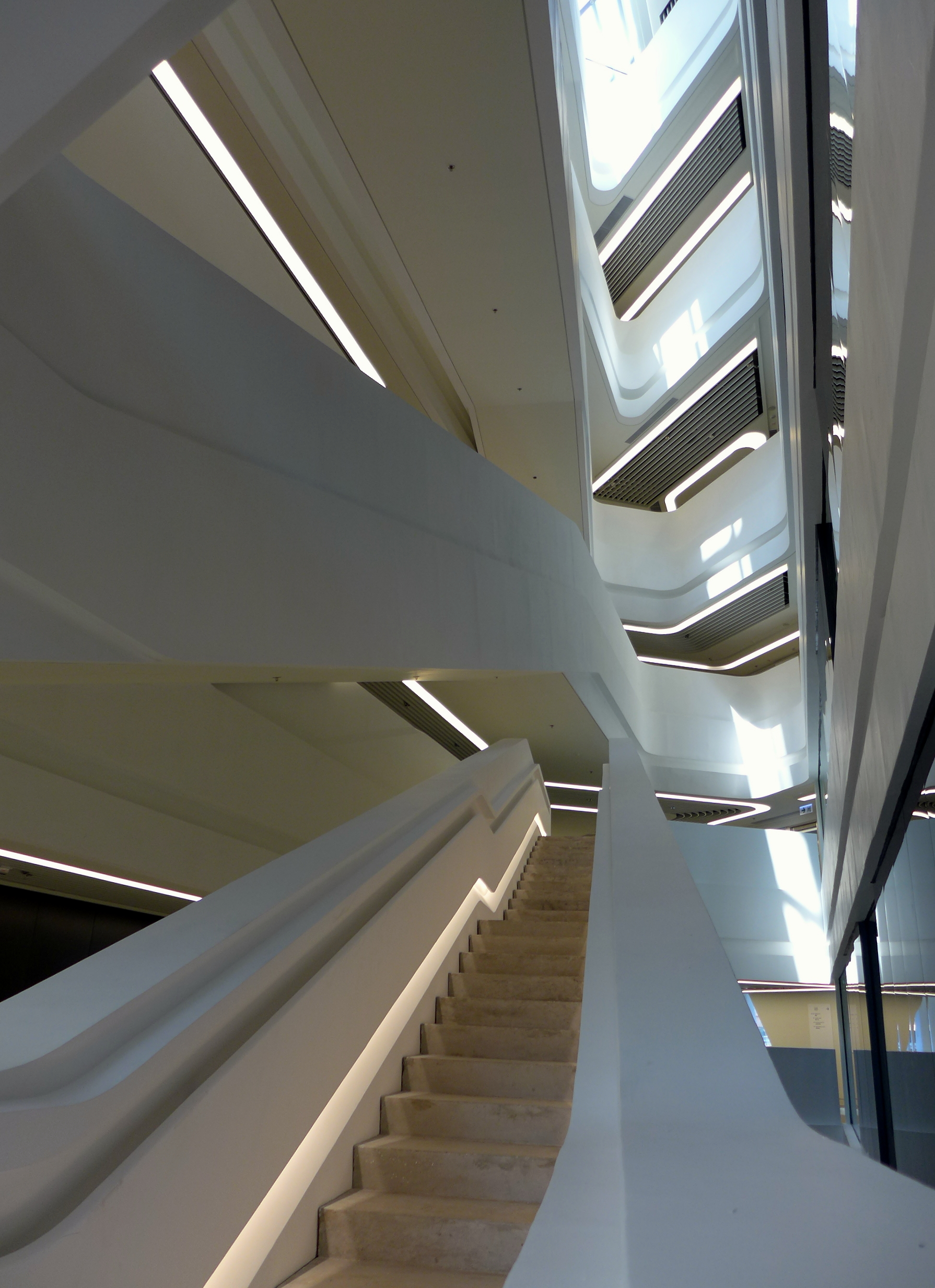
Schody uvnitř věže
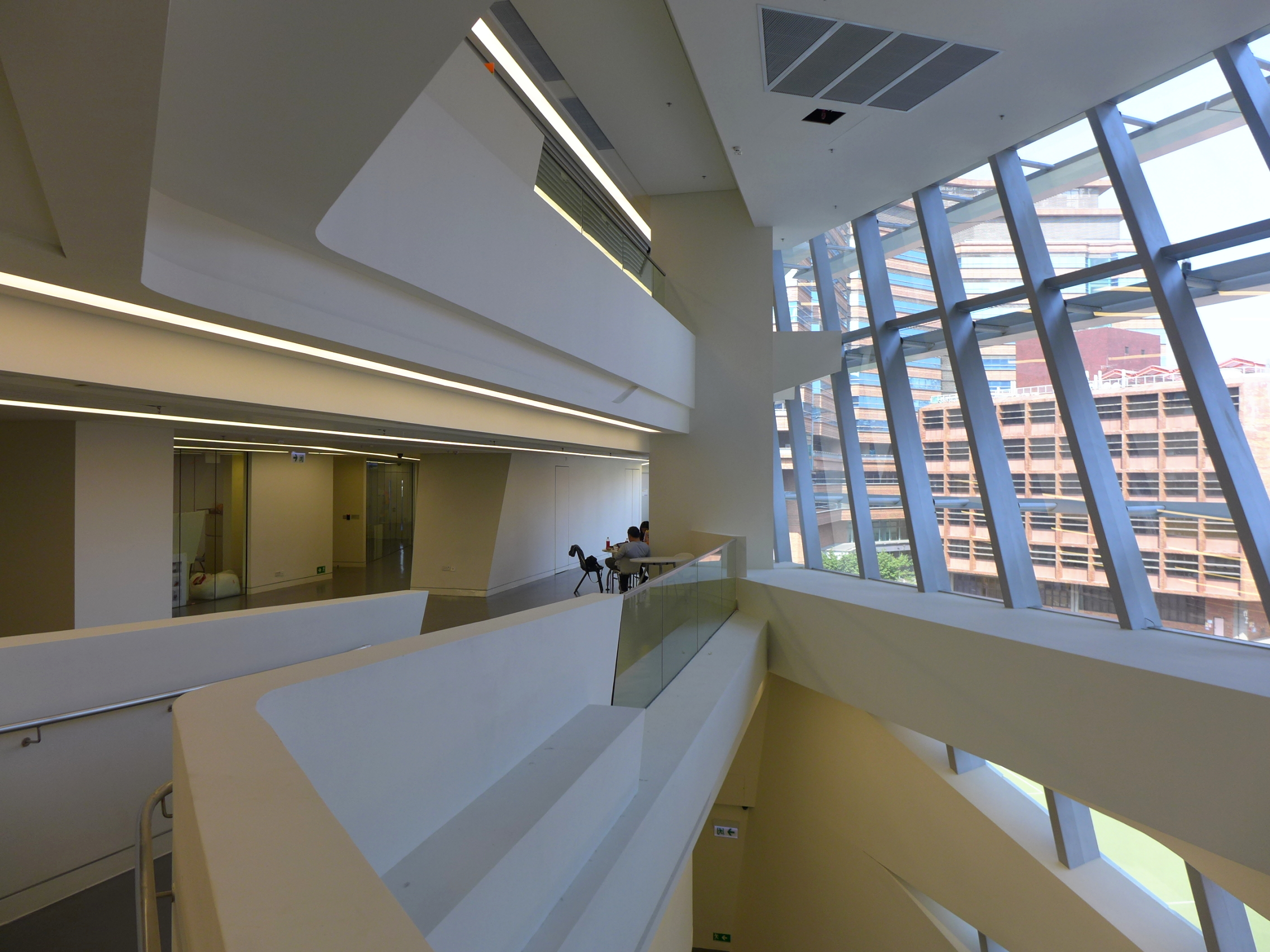
Společný prostor
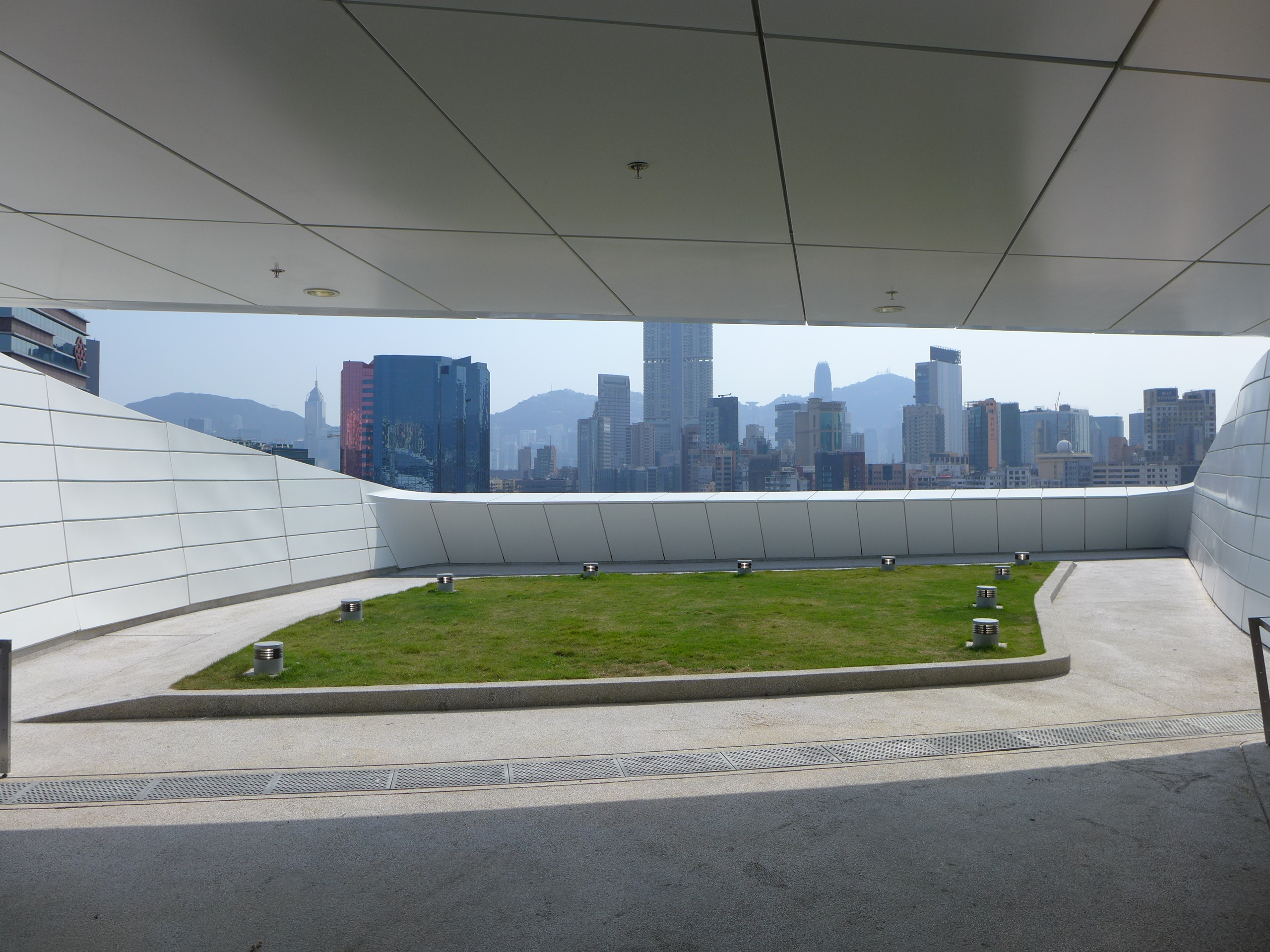
Venkovní Pódium